# Face the Music
Face the Music — пятый студийный альбом британской группы Electric Light Orchestra, вышедший осенью 1975 года. Альбом был ремастирован и переиздан в 2006 году с добавлением четырёх бонус-треков.

## Об альбоме
Face the Music был записан на мюнхенской звукозаписывающей студии Musicland Studios, предоставленной группе Deep Purple во время американского тура. В записи принимали участие два новых члена группы: бас-гитарист Келли Гроукат и виолончелист Мэлвин Гейл, заменившие соответственно Майка Альбукерке и Майка Эдвардса. Келли Гроукат исполнил главную вокальную партию на композициях «Poker» и «Down Home Town» (обычно все вокальные партии принадлежали Линну).
Face the Music продолжает музыкальную линию, начатую группой на предыдущем альбоме Eldorado. Как и Eldorado, этот альбом был положительно оценен профессиональными критиками, хотя по словам Брюса Эдера, немного уступает ему. Эдер особенно отметил несколько композиций, в том числе, «Strange Magic» и «Evil Woman», которую он назвал одной из лучших песен, написанных Линном и одним из лучших хитов своей эпохи. Обе композиции попали в музыкальные чарты разных стран (соответственно, заняли позиции 14 и 10 в Billboard Hot 100, позиции 38 и 10 в UK Singles Chart), относятся к самым известным и узнаваемым песням группы, часто исполнялись на концертах и включались почти во все альбомы-сборники.
Альбом Face the Music породил три сингла:
- «Evil Woman» (1975, с концертной версией «10538 Overture» с первого альбома на второй стороне),
- «Strange Magic» (1976, с песней «Showdown» на второй стороне),
- «Nightrider» (1976, с композицией «Do Ya[англ.]», написанной Линном для группы The Move в 1971 году на второй стороне).

## Композиции
Слова и музыка всех песен — написаны Джеффом Линном.
| №  | Название       | Длительность |
| -- | -------------- | ------------ |
| 1. | «Fire on High» | 5:30         |
| 2. | «Waterfall»    | 4:11         |
| 3. | «Evil Woman»   | 4:35         |
| 4. | «Nightrider»   | 4:26         |

| №                   | Название            | Длительность |
| ------------------- | ------------------- | ------------ |
| 1.                  | «Poker»             | 3:31         |
| 2.                  | «Strange Magic»     | 4:29         |
| 3.                  | «Down Home Town»    | 3:53         |
| 4.                  | «One Summer Dream»  | 5:47         |
| Общая длительность: | Общая длительность: | 36:22        |

| №  | Название                                   | Длительность |
| -- | ------------------------------------------ | ------------ |
| 1. | «Fire on High Intro» (Early alternate mix) | 3:23         |
| 2. | «Evil Woman» (Stripped down mix)           | 4:00         |
| 3. | «Strange Magic» (US single edit)           | 3:27         |
| 4. | «Waterfall» (Instrumental mix)             | 4:15         |

## Участники записи
| Electric Light Orchestra: - Джефф Линн — вокал, гитары - Бив Бивэн — ударные, перкуссия, голос - Ричард Тэнди — фортепьяно, синтезатор, клавишные - Келли Гроукат — бас-гитара, вокал, бэк-вокал - Мик Камински — скрипка (песни 1—4) - Хью Макдауэлл — виолончель - Мэлвин Гейл — виолончель | Приглашённые музыканты: - Элли Гринвич — вокал - Сьюзан Коллинз — вокал - Нэнси О’Нил — вокал - Мардж Рэймонд — вокал - Райнхольд Мак — звукоинженер - Джефф Линн, Ричард Тэнди, Луи Кларк — дирижирование и оркестровки |

## Позиции в хит-парадах
Годовые чарты:
| Хит-парад (1976)                   | Позиция |
| ---------------------------------- | ------- |
| США (Billboard Top Popular Albums) | 11      |

## Сертификации
| Регион                                                      | Сертификация | Продажи  |
| ----------------------------------------------------------- | ------------ | -------- |
| Канада (Music Canada)                                       | Золотой      | 50 000^  |
| США (RIAA)                                                  | Золотой      | 500 000^ |
| ^ Данные о тиражах приведены только на основе сертификации. |              |          |